# Balthasar Holte
Balthasar Holte (... – 1293) fu Gran Maestro dell'Ordine di Livonia dal 1290 al 1293, subentrando a Konrad von Hattstein.

## Biografia
Nel 1290, fu eletto Landmeister di Livonia. Durante il suo mandato, la crociata contro la Lituania e la Samogizia pagana si intensificò, concludendosi verso la fine del 1290; come per la Prussia e per le terre di altre tribù baltiche, molti territori Samogizi vennero conquistati dai Cavalieri Teutonici e dall'Ordine di Livonia.
Nei decenni successivi, l'Ordine di Livonia continuò con le operazioni militari sempre in Samogizia ed a sostegno delle operazioni di Prussia. La crociata, dacché principalmente costituita da operazioni offensive da parte dei cristiani, iniziò a basarsi invece su strategie difensive. In sostanza, l'Ordine di Livonia ora effettuava una politica di protezione delle popolazioni indigene dagli attacchi esterni.
Nel 1291, l'Ordine di Livonia stipulò la esazione delle ostilità con i russi, i lituani e i samogizi: questa situazione di stabilità nelle relazioni estere, cozzò invece con le lotte intestine che nacquero per il predominio sulla Livonia tra l'Ordine e l'Arcivescovo di Riga che, nel 1297, sfocerà in una vera e propria guerra civile.
A seguito della morte di Holte nel 1293, il ruolo di Gran Maestro non fu ricoperto da nessuno per due anni, anche se la storiografia non è concorde. Dal 1295, assunse le redini dei cavalieri di Livonia Heinrich von Dincklage.